# WASP-46
WASP-46とは、約1,210光年 (370パーセク) 離れた位置に存在するG型主系列星である。WASP-46は太陽よりも古い恒星で、太陽と比較して重元素の割合が大幅に減少しており、太陽の45%しかない。年齢が高いにもかかわらず、WASP-46は高速で自転しており、近くを公転している巨大惑星によって引き起こされる潮汐力が原因とされている。
WASP-46は、黒点活動に関連する過剰な紫外線放射を示しており、塵や破片の円盤に囲まれていると考えられている。
| 太陽 | WASP-46   |
| ---- | --------- |
| 太陽 | Exoplanet |

## 惑星系
2011年に、トランジット法を用いて高温のスーパー・ジュピターであるWASP-46bが検出された。WASP-46bの平衡温度は 1636±44 K である。2014年に測定された昼側の温度は 2386 K とはるかに高く、惑星全体にわたる熱エネルギーの分散があまりないことを示している。2020年に昼側の温度を再測定したところ、1870+130
−120 K という低い値が出た。
2017年にトランジットタイミング変化法（TTV法）を用いた観測を行ったところ、成果は得られず、WASP-46系に他の巨大ガス惑星が存在する可能性は否定された。また、WASP-46bの軌道減衰も検出されなかった。
| 名称 （恒星に近い順） | 質量         | 軌道長半径 （天文単位） | 公転周期 (日)  | 軌道離心率 | 軌道傾斜角  | 半径           |
| --------------------- | ------------ | ----------------------- | -------------- | ---------- | ----------- | -------------- |
| b                     | 1.91±0.11 MJ | 0.02335±0.00063         | 1.43036763(93) | <0.022     | 82.80±0.17° | 1.174±0.033 RJ |